# گونی
گونی یا کیسه نوعی پارچه زمخت است که برای ساختن کیسه‌های بادوام و محکم برای حمل محصولات کشاورزی مانند سیب‌زمینی و برنج و مانند آن در گذشته گونی فقط از الیاف کنف و چتایی و شاهدانه بافته می‌شد. امروز همان مواد رایج است اما به صورت روزافزونی گونی بافته از الیاف مصنوعی مانند پروپیلین جای گونی ساخته از الیاف طبیعی را می‌گیرد. اغلب به کیسه‌ای که از گونی درست می‌شود نیز گونی گفته می‌شود.

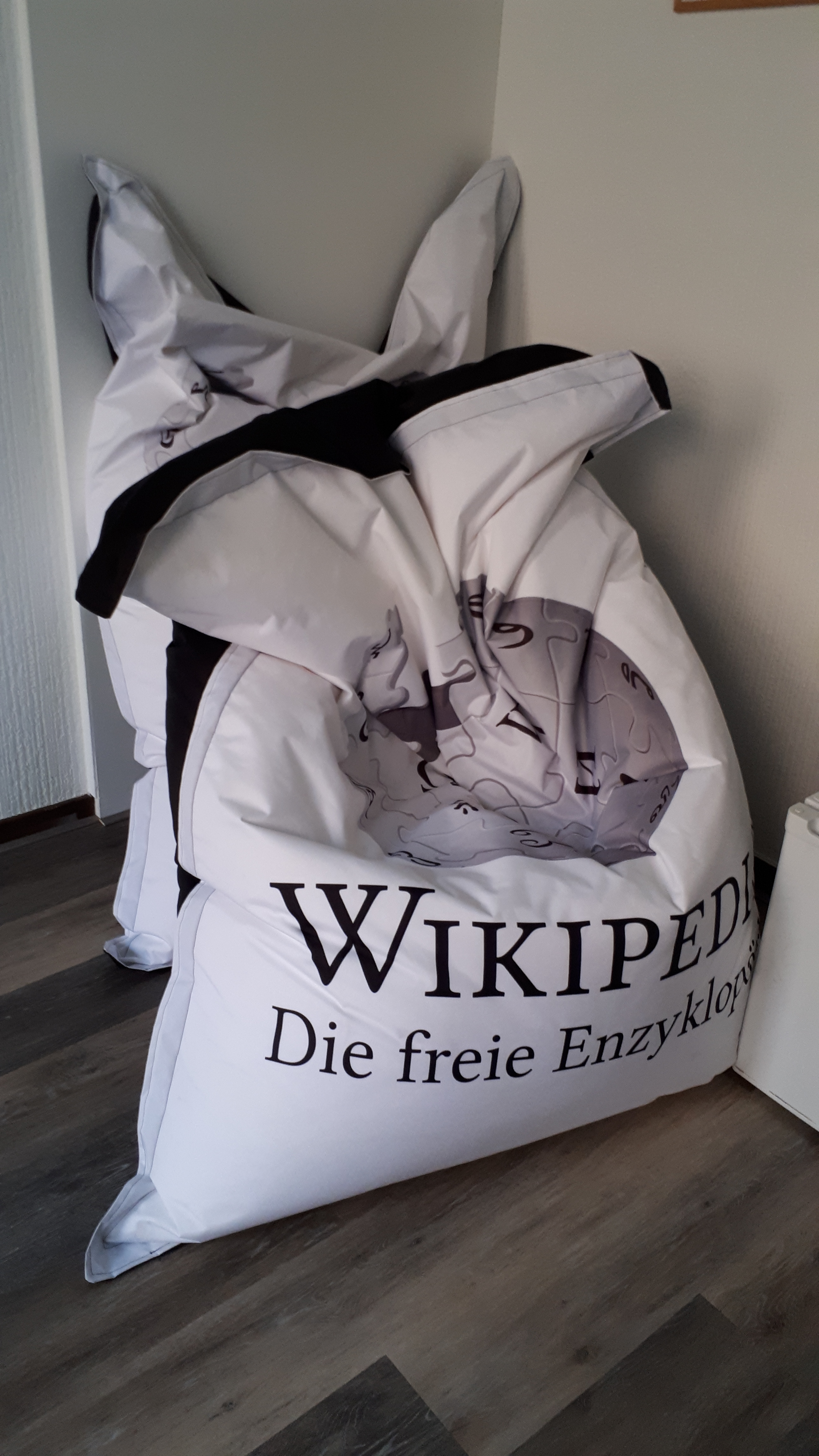
گونی لوبیای ویکی‌پدیا

گونی تفنگی که به نام‌های کفش تفنگی، گونی کرفس، گونی هسی یا گونی یدک‌کش نیز شناخته می‌شود، یک کیف بزرگ است که به‌طور سنتی از کرفس (پارچه هسی) که از چتایی، کنف، سیسال یا سایر الیاف طبیعی، معمولاً به صورت خام ساخته می‌شود، ساخته می‌شود. شکل ریسندگی یدک‌کش. نسخه‌های امروزی این گونی‌ها اغلب از پارچه‌های ترکیب آلی مانند پلی‌پروپیلن ساخته می‌شوند.

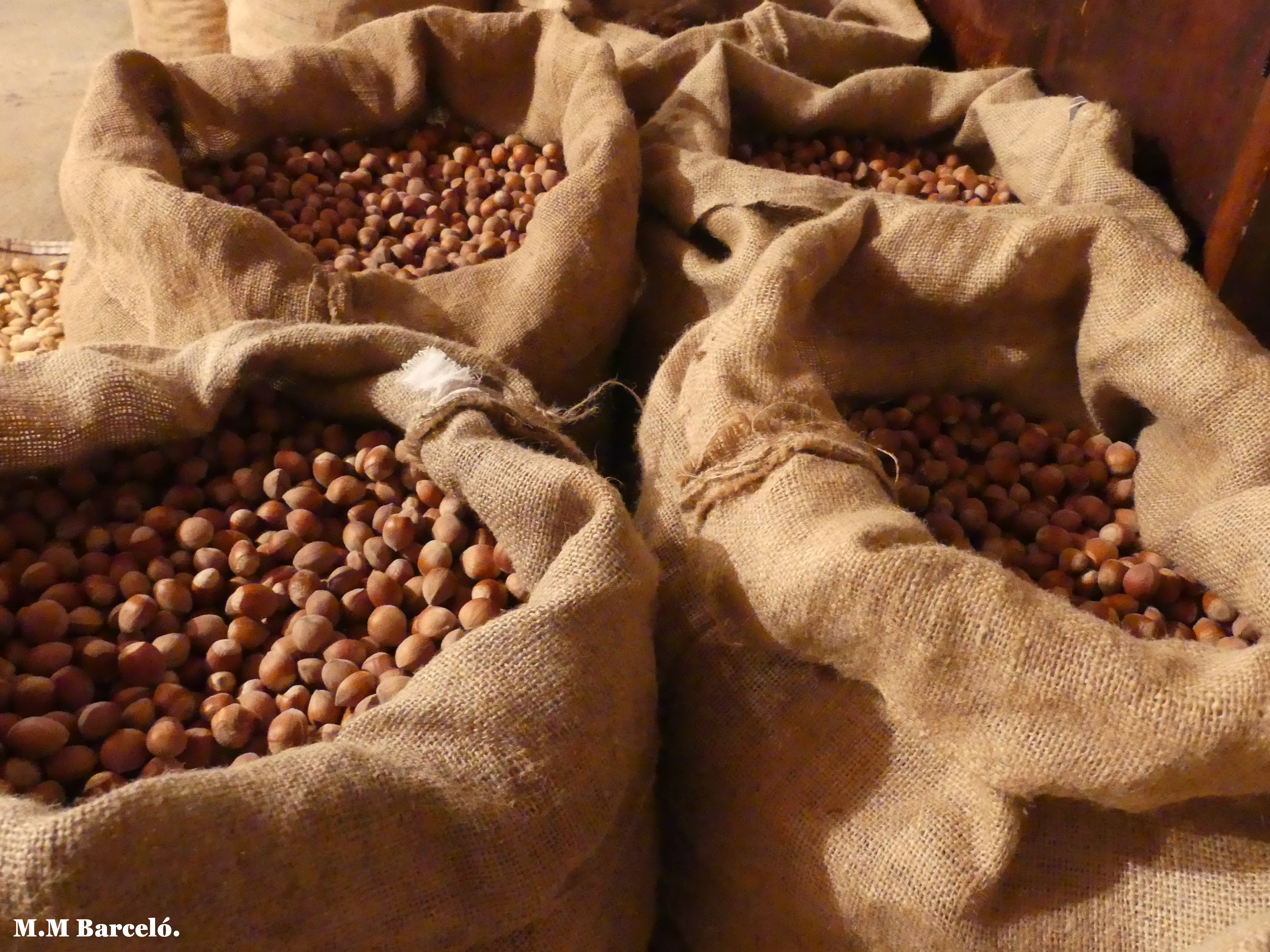
گونی‌های کرباس

کلمه گانی به معنای پارچه درشت ریشه زبان‌های هندوآریایی دارد. گونی‌های تفنگدار قابل استفاده مجدد، که معمولاً حدود ۵۰ کیلوگرم (۱۱۰ پوند) را در خود جای می‌دهند، به‌طور سنتی برای حمل غلات، سیب‌زمینی و سایر محصولات کشاورزی استفاده می‌شوند. در استرالیا، این گونی‌ها که از جوت هندی ساخته می‌شدند، به‌طور سنتی با نام‌های «کیسه‌های هسی»، «کیسه‌های هسی» یا «کیسه‌های شکر» شناخته می‌شدند.

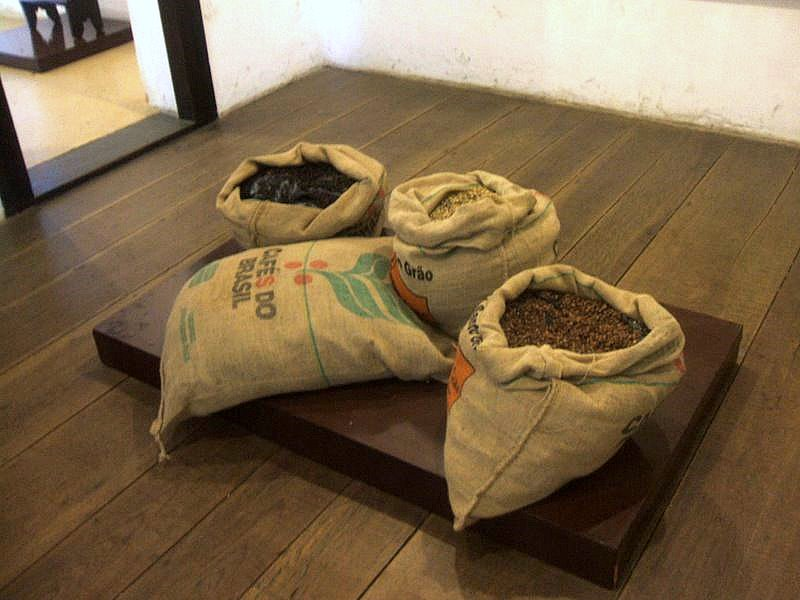
گونی‌های قهوه

گاهی از گونی‌های تفنگی به عنوان کیسه‌های شن برای مهار فرسایش به ویژه در مواقع اضطراری استفاده می‌شود. تا اواخر قرن بیستم که کمتر متداول شد، گونی‌ها یکی از ابزارهای اولیه برای مبارزه با آتش‌سوزی جنگل در مناطق روستایی بودند که در صورت وجود در آب خیس می‌شدند. گونی‌های تفنگدار نیز در بازی سنتی مسابقه گونی سواری کودکان محبوب هستند.

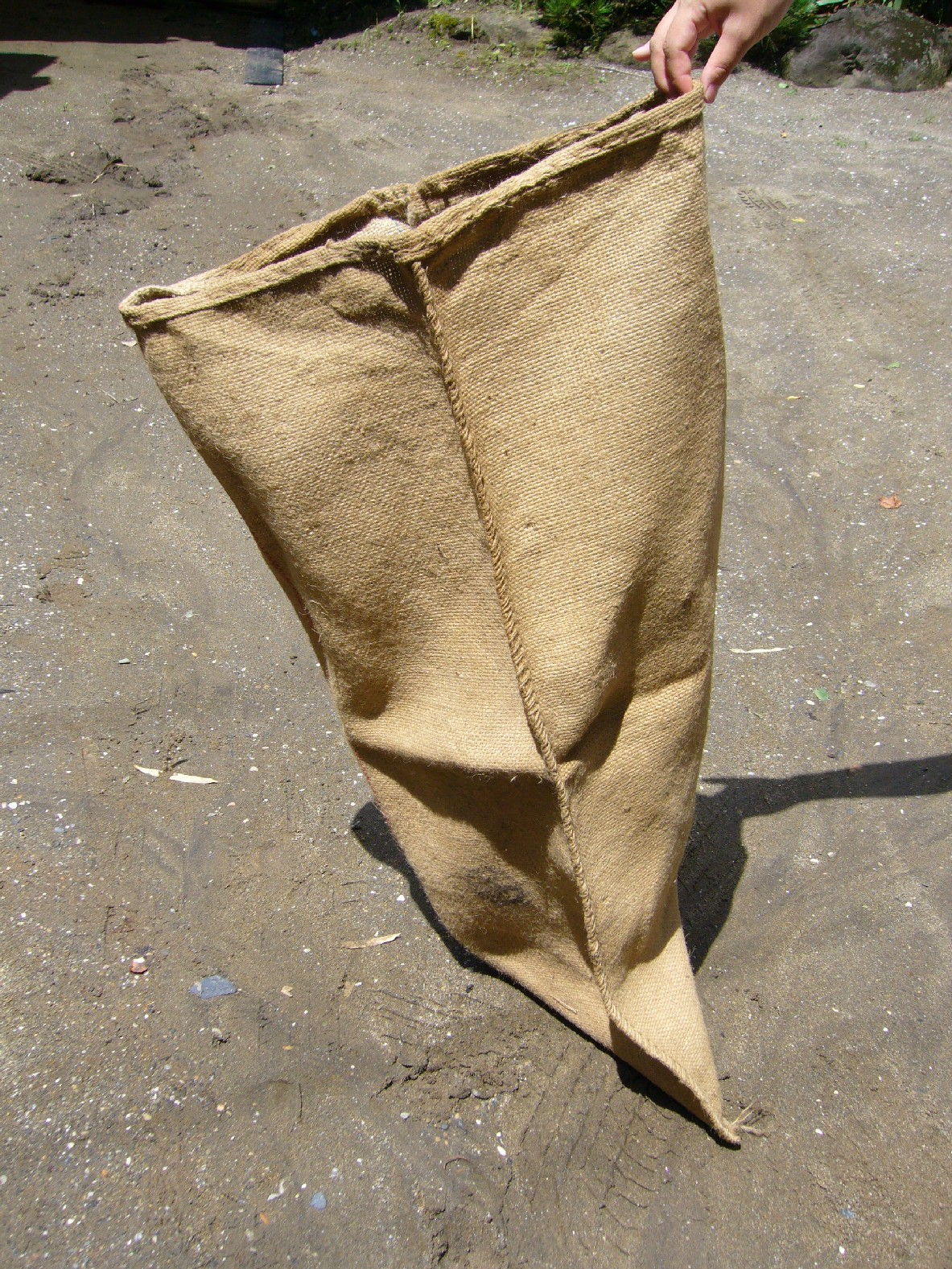
گونی ساخته شده از کرفس کنف

نخستین کارخانه گونی بافی در ایران در سال ۱۳۱۱ در رشت آغاز به کار کرد. گونی‌ها با توجه به ضخامت الیاف و مواد بکار رفته در آن طبقه‌بندی می‌شوند و بر اساس وزن گونی بافته شده به فروش می‌رسند.

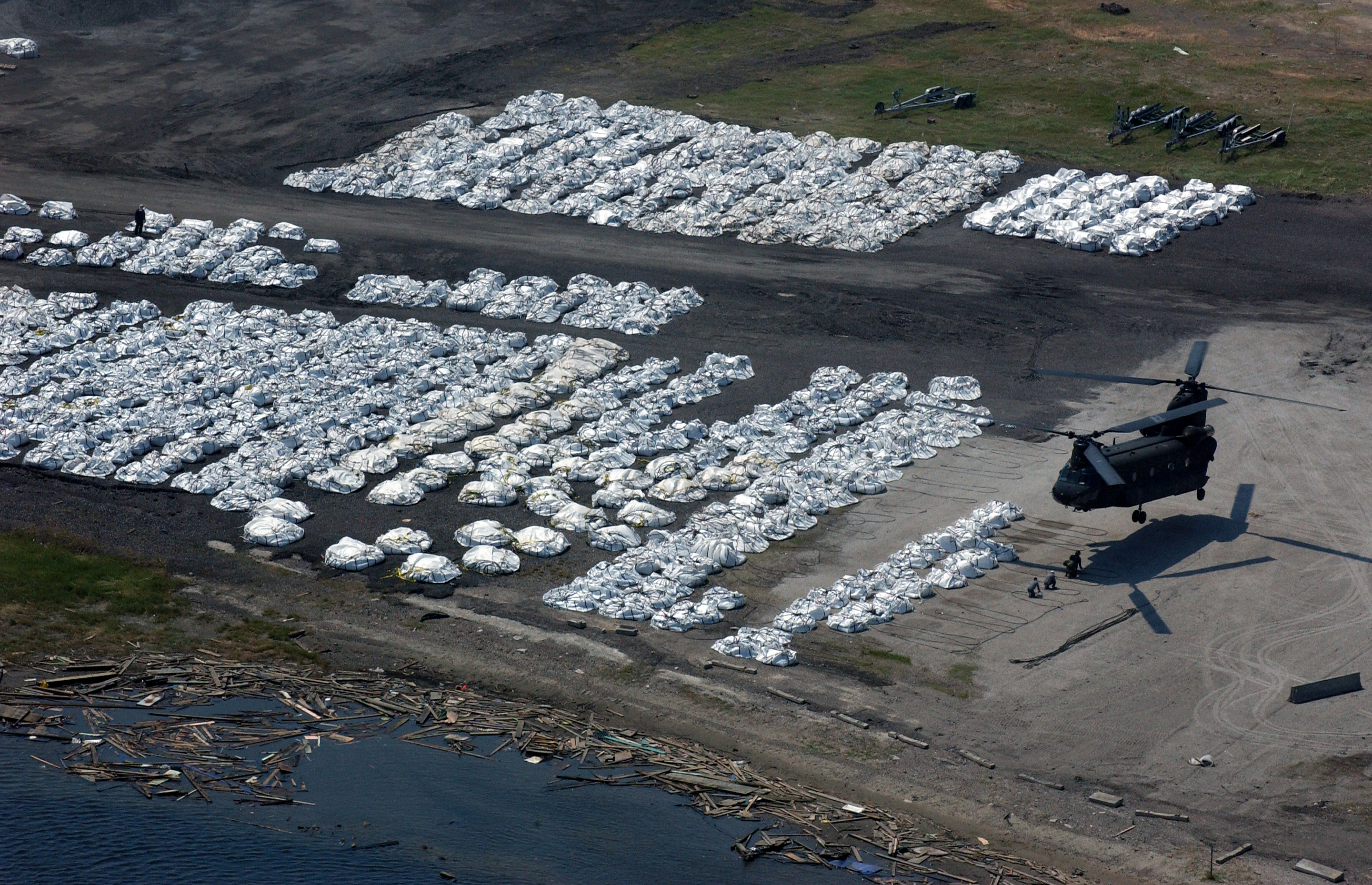
گونی‌های شن در لس آنجلس

## اندازه
یک گونی تفنگدار تقریباً ۵۰ کیلوگرم (۱۱۰ پوند) سیب زمینی را در خود جای می‌دهد و ابعاد آن ۴۵ اینچ (۱۱۰ سانتی‌متر) در ۳۴ اینچ (۸۶ سانتی‌متر) است. اگرچه دیگر از کیسه‌های تفنگدار برای حمل آنها استفاده نمی‌شود، یکا واحد اندازه‌گیری رایج سیب‌زمینی هنوز هم در میان کشاورزان آیداهو «گونی» است.

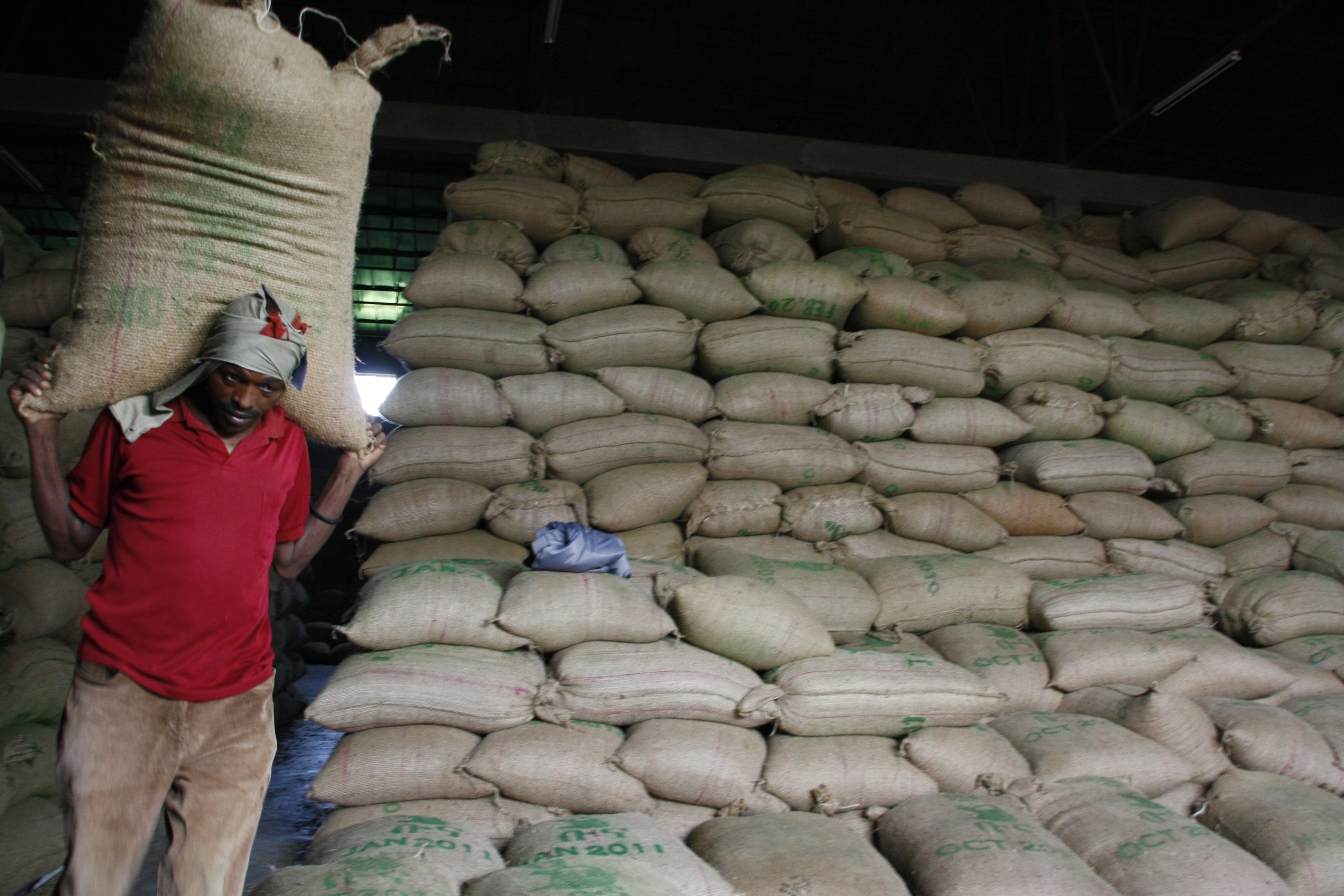
پشته گونی‌های قهوه، اتیوپی